# Spirama
Spirama és un gènere de lepidòpters ditrisis de la família dels erèbids (Erebidae), subfamília Erebinae.

## Distribució
Generalment són de distribució indomalaia i australàsia amb algunes espècies a l'extrem oriental de la zona paleàrtica i només una a la zona afrotròpica. Actualment n'hi ha menys de vint espècies perquè algunes han passat a formar part d'altres gèneres, com Spirama obscura (Cramer, 1780) que va ser transferida al gènere Speiredonia el 2005.

## Historia natural
Alguns dels membres d'aquest gènere, com S. helicina, S. indenta, S. recessa, S. remota i S. sumbana, tenen un dibuix deimàtic a les ales que sembla la cara d'una serp amb la boca entreoberta quan la papallona es troba en posició de repòs. Aquest disseny pot intimidar atacants potencials i és més evident en les femelles que són, en general, de colors més clars que els mascles.
|  |  |  |

## Taxonomia
- Spirama biformis Hulstaert, 1924
- Spirama capitulifera Prout, 1919
- Spirama euphrages Prout, 1924
- Spirama euspira (Hubner, 1823)
- Spirama glaucescens Butler, 1893
- Spirama griseisigma Hampson, 1913
- Spirama helicina Hübner, [1831]
- Spirama inconspicua Herrich-Schäffer, [1854]
- Spirama indenta Hampson, 1891
- Spirama kalaoensis Swinhoe, 1904
- Spirama miniata Wallengren, 1856
- Spirama paecila (Guenée, 1852)
- Spirama recessa Walker, 1858
- Spirama remota Felder, 1861
- Spirama retorta Clerck, 1764
- Spirama sumbana Swinhoe, 1904
- Spirama triloba Guenée, 1852
- Spirama voluta Felder & Rogenhofer, 1874